# Дитики Македония (1950 – 1970)
Вижте пояснителната страница за други значения на Македония.
„Дитики Македония“ (на гръцки: Δυτική Μακεδονία) е гръцки ежедневен вестник, издаван в Кожани (Козани), Гърция, от 1950 до 1970 година година.
Първият брой излиза на 23 януари 1950 година под името „Елиники Македония“ (Ελληνική Μακεδονία, в превод Гръцка Македония). Подзаглавието е Независим седмичин вестник в Кожани ('Ανεξάρτητος εβδομαδιαία έφημερίς έν Κοζάνη). От брой № 175 от 27 юли 1953 година вестникът носи името „Дитики Македония“ (в превод Западна Македония), като номерацията е запазена. Последният брой № 1066 излиза на 26 декември 1970 година.